# グロス・ミチェル
グロス・ミチェル（仏：Gros Michel、フランス語発音: [ɡʁo miʃɛl]）は、1950年代まで主として栽培されていたバナナの輸出品種である。
英語ではフランス語のGros Michelのほかに、翻訳された"Big Mike"という名前でも知られている。輸送中に打ち付けられることに強い厚い皮を持つことや、バナナが実る房が密であり運びやすいといった特性から、輸出品種として大変優れていた。しかし、1960年代にはパナマ病の流行によって、バナナの栽培品種は大半がキャベンディッシュにとって代わることになった。

## 分類
グロス・ミチェルは、野生種のバナナであるMusa acuminataの三倍体栽培品種であり、そのゲノム構成はAAAとなっている。
正式名称はMusa acuminata (AAA Group) 'Gros Michel'であり、以下のようにも表される。
- Musa acuminata L. cv. 'Gros Michel'
- Musa × paradisiaca L. cv. 'Gros Michel'

スペイン語では、グロス・ミチェルは"Guineo Gigante"、"Banano"、そして、"Plátano Roatán"として知られている。また、マレーシアでは"Pisang Embun"、フィリピンとインドネシアでは"Pisang Ambon"、ミャンマーでは"Thihmwe"、カンボジアでは"Chek Ambuong"、タイでは"Kluai hom thong"、そしてベトナムでは"Chuoi Tieu Cao #2"として知られている。

## 栽培の歴史

### 初期の人気とその衰退

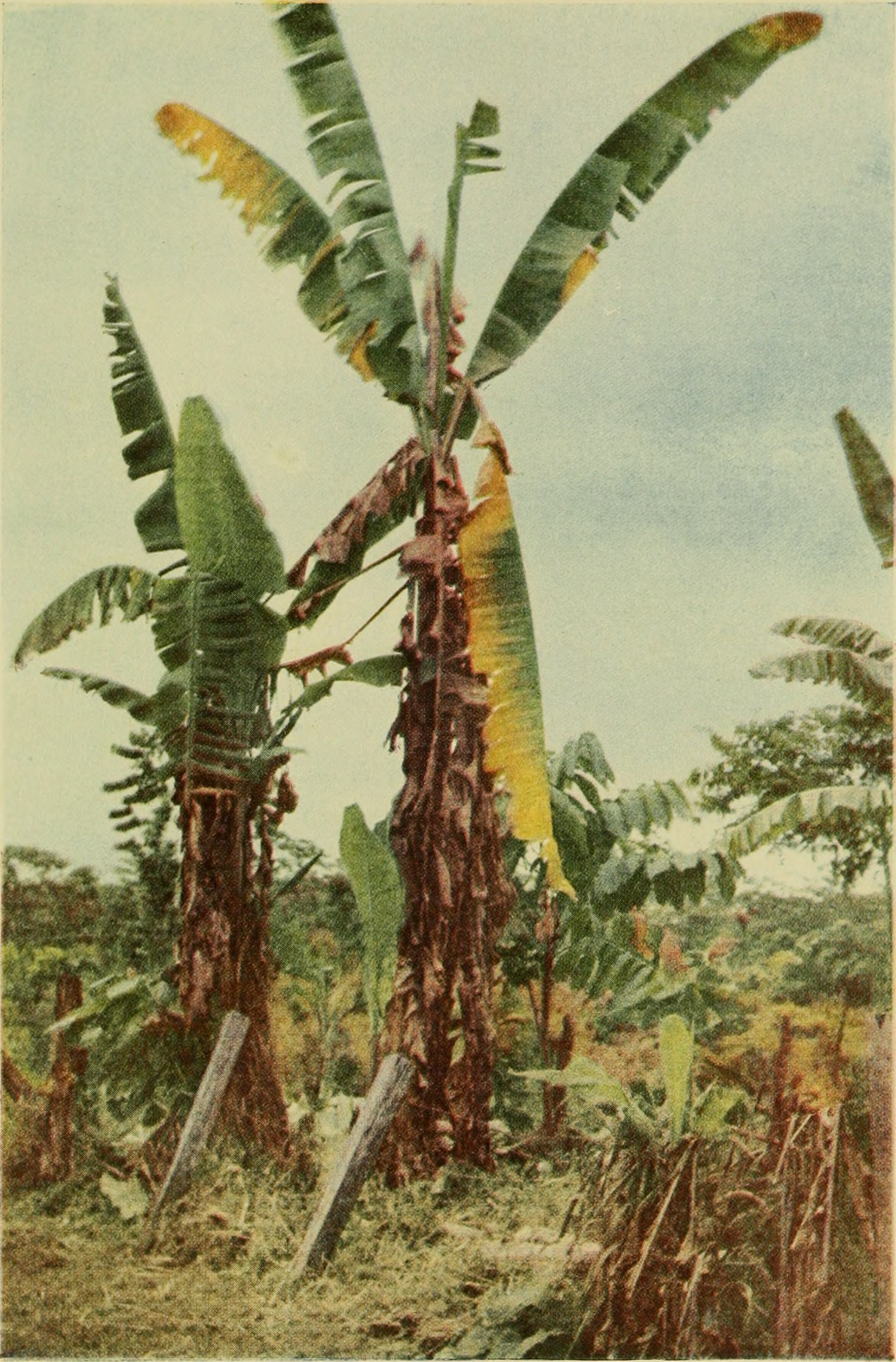
Brandes作：枯れたバナナ（1919年）
パナマ病に襲われたコスタリカのグロス・ミチェル種を栽培する農園

フランス人の博物学者ニコラ・ボーダンは、東南アジアから少量のグロス・ミチェルの球茎を運び込み、カリブ海の島であるマルティニークの植物園にそれらを持ち込んだ。1835年にフランス人の植物学者ジャン・フランソワ・プーヤがボーダンのバナナをマルティニークからジャマイカに運んだ。グロス・ミチェルはホンジェラスや、コスタリカ、そして、中央アメリカの至るところの大規模プランテーションで栽培されていた。
グロス・ミチェル種は、中央アメリカで栽培されるヨーロッパや北米向けの輸出バナナとして支配的であった。しかし、1950年代になるとパナマ病、すなわち、ある種の真菌（Fusarium oxysporum f.sp. cubense）によって引き起こされる萎凋病が、中央アメリカからグロス・ミチェルのプランテーションを一掃した（ただし、地域内で非感染エリアではいまだ小規模に栽培されている）。
1960年代にはグロス・ミチェルの輸出業者らは、そのような影響を受けやすい栽培品種を取引するのをやめ、抵抗力のある（とされていた）キャベンディッシュ（別のMusa acuminata AAA品種）を栽培することを始め、グロス・ミチェルは栽培されなくなっていった。

### 遺伝子組換え
遺伝子工学の成果によって、パナマ病に抵抗力を持つグロス・ミチェルが開発されている。また、開発されたキャベンディッシュとグロス・ミチェルのハイブリッド種もパナマ病への抵抗力を現わしているという。
2013年の論文は、別の真菌感染症である黒シガトカ病に抵抗力を持つグロス・ミチェルを開発する実験について明らかにしている。

## 文化との関わり
1922年のブロードウェイ・シアターのレヴュー「Make It Snappy」に登場する食料品店に関するコミックソング「イエス・ウィー・ハブ・ノー・バナナ」は、20世紀初頭のパナマ病の流行に伴う、グロス・ミチェルの品不足にインスパイアされたといわれている。
グロス・ミチェルは「バナナ味」として食品に利用されるエステルである酢酸イソアミルを、キャベンディッシュよりも高濃度で含有している。